# Ibeas de Juarros
Ibeas de Juarros és un municipi de la província de Burgos, a la comunitat autònoma de Castella i Lleó.

## Fills il·lustres
- Antonio José Martínez Palacios (1902-1936), músic compositor.

## Demografia
| 1991 | 1996 | 2001 | 2004 |
| ---- | ---- | ---- | ---- |
| 839  | 966  | 989  | 1192 |